# Tailleur de pierre
Le tailleur de pierre est un professionnel du bâtiment, artisan ou compagnon (l'appellation ouvrier est réservée à l'agriculture et l'industrie), qui réalise des éléments architecturaux en pierre de taille : murs, arcs, linteaux, plate-bande, voûtes, piliers, colonnes, frontons, corniches, balustrades, cheminées, escaliers, etc. Son domaine professionnel est la taille de pierre.
Le tailleur de pierre assure également la pose de ses appareils sur le bâtiment. Il peut être amené à monter sur des échafaudages. Il travaille en atelier ou sur les chantiers.

## Histoire

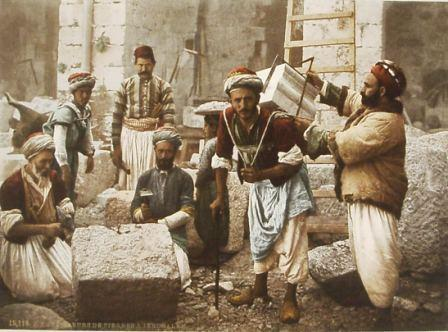
Tailleurs de pierres à Jérusalem, entre 1890 et 1900.

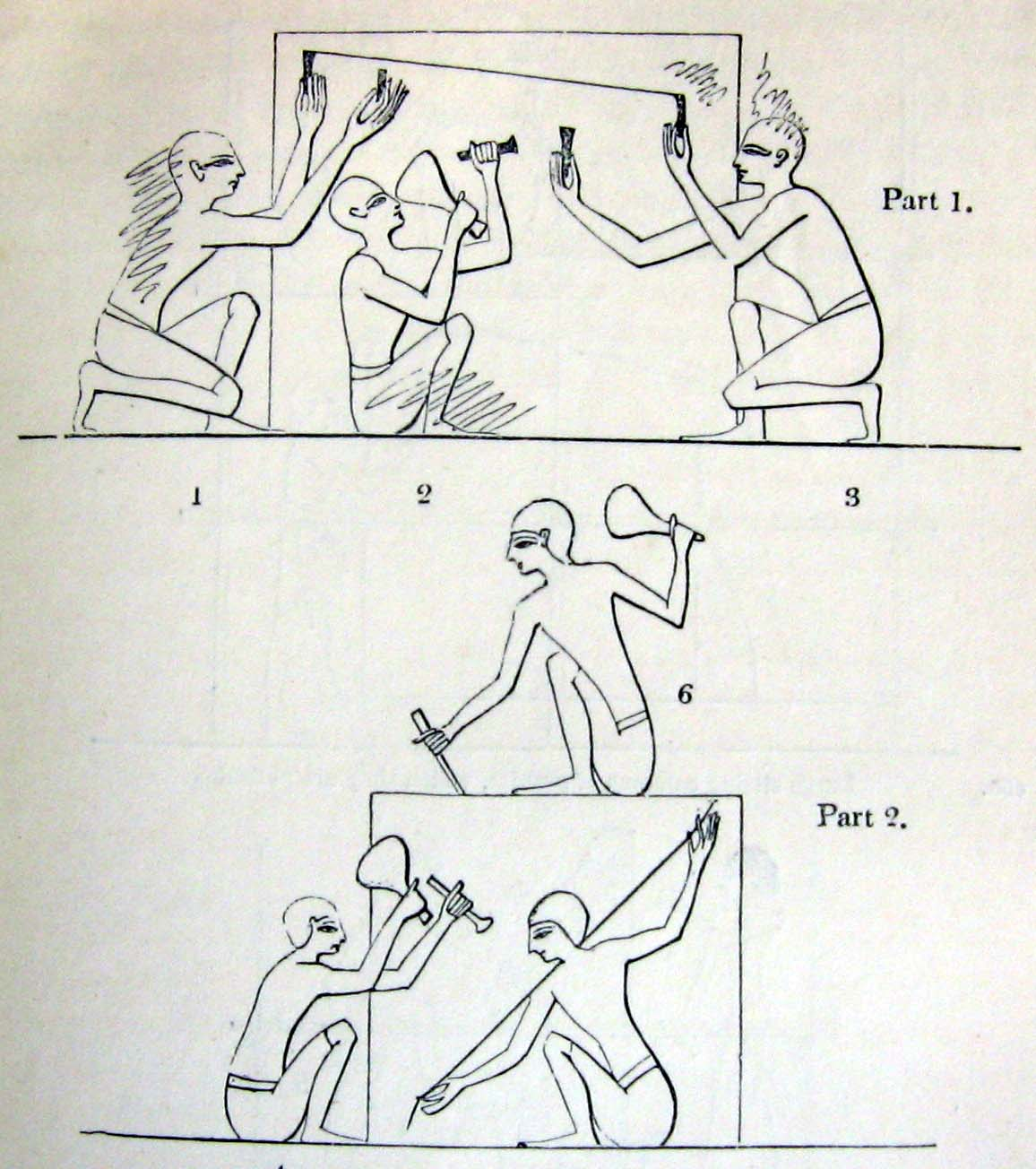
Tailleurs de pierre de l'Égypte antique.

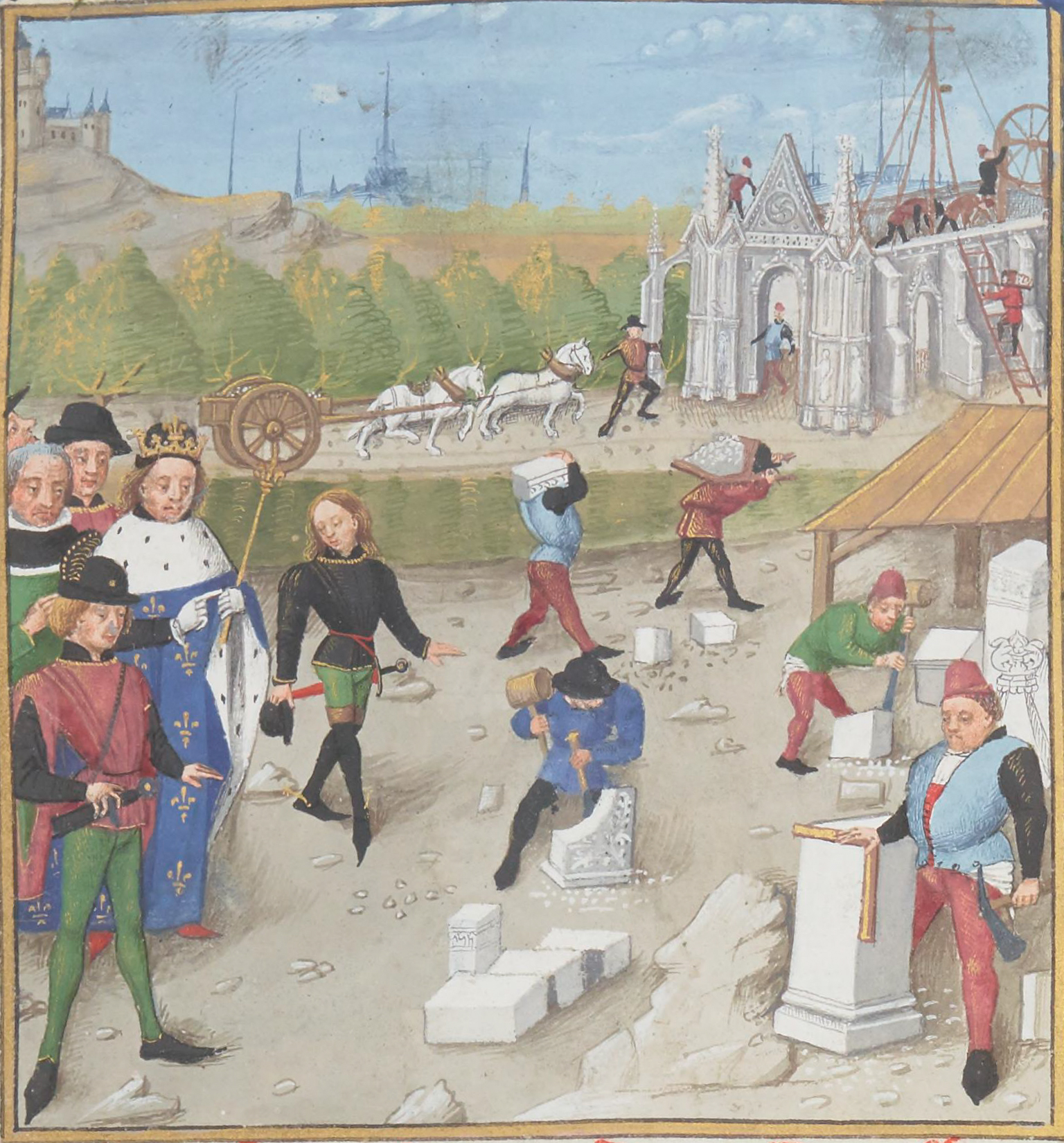
Un sculpteur, percute avec son maillet le ciseau pour orner un bloc de pierre d'un motif végétal. Un autre tailleur de pierre, muni des mêmes outils, façonne des blocs entreposés sous un abri, tandis qu'un second vérifie, avec son équerre, les angles droits d'un pilier, après l'avoir équarri avec son têtu (Dagobert visitant le chantier de la construction de Saint-Denis, enluminure de Robinet Testard dans les Grandes Chroniques de France, 1471).

Le métier apparaît dès que l'homme désire bâtir des édifices imposants et conçus pour durer (temples, fortifications, etc.) donc dès l'Égypte antique et dans l'Antiquité grecque et romaine. Puis, au fil des siècles, le métier se poursuit sans interruption, conservant parfois les mêmes techniques et outils (certains types d'outillage utilisés par les tailleurs de pierre actuels n'ont pas changé en 2 000 ans). La construction en pierre de taille touche alors tous les domaines de l'architecture : église, cathédrale, château, pont, quai, etc.
En raison de la pénibilité et de la dangerosité de leur travail, les tailleurs de pierre sur les grands chantiers d’églises au Moyen Âge touchent un salaire supérieur à la moyenne des autres artisans. Ils reçoivent parfois une prime de risque lorsqu'ils montent sur des échafaudages.
La construction en pierre tombe en désuétude à partir des années 1930, date à laquelle le béton armé (inventé en 1900), et l'acier, commencent à être massivement utilisés. Dorénavant, les tailleurs de pierre, qui étaient « bâtisseurs », se concentrent alors sur la restauration des édifices en pierre existants.
La pierre exposée aux intempéries a une durée de vie limitée. Quand le matériau est altéré ou malade, il est nécessaire de le remplacer partiellement ou intégralement par une pierre équivalente de nature et de forme. Aujourd'hui, l'essentiel du travail des tailleurs de pierre consiste en la restauration de monuments, historiques ou non, la construction en pierre de taille massive étant assez rare.
Les marques de tailleurs de pierre sont aussi appelées marques de tâcheron.

## Compétences
Le tailleur de pierre taille la pierre lorsqu'elle est extraite de la carrière.

### Qualités

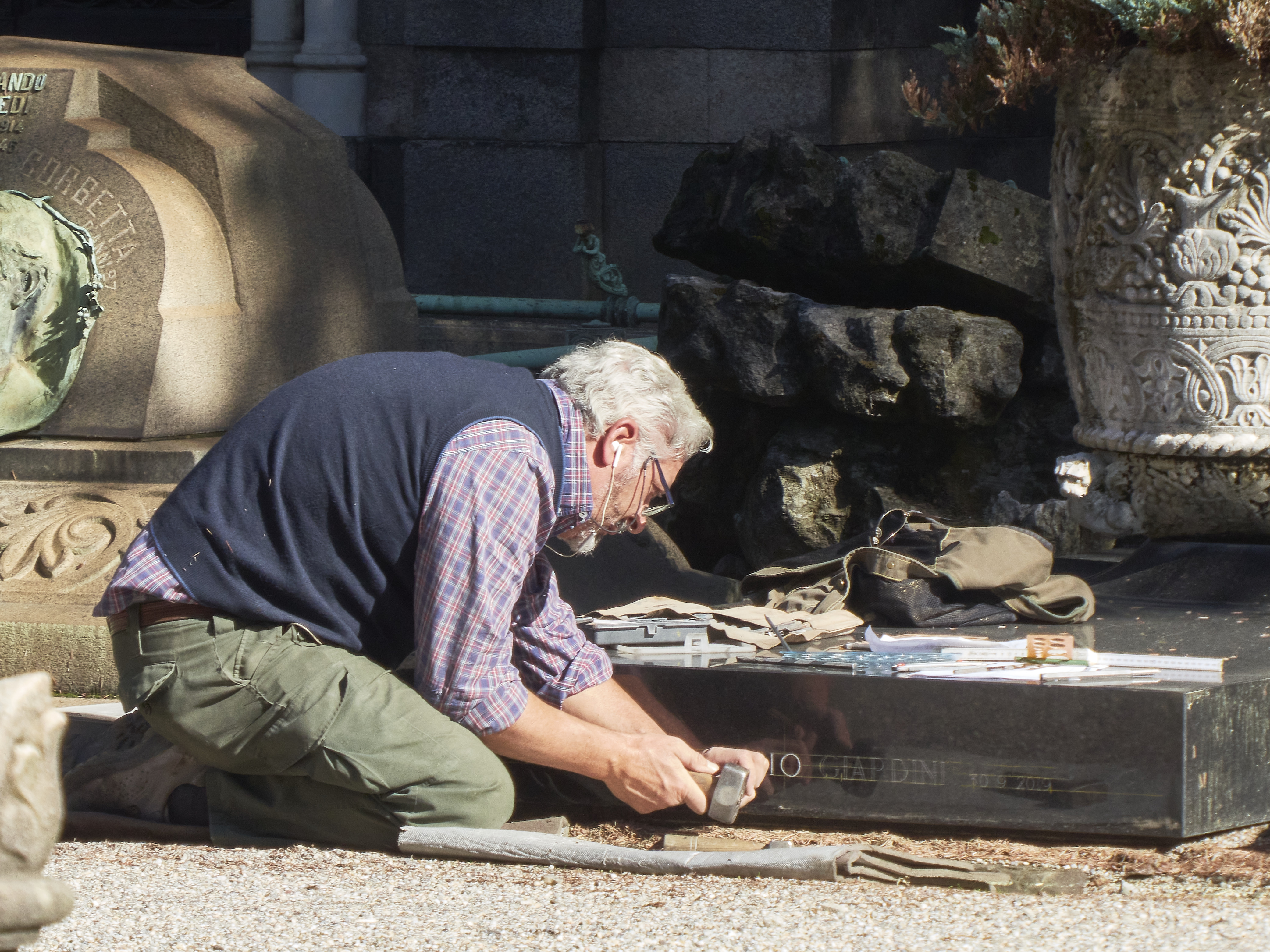
Un tailleur de pierre en train de graver des lettres d'un monument au cimetière monumental de Milan. Octobre 2018.

Le tailleur de pierre doit être méticuleux et précis dans toutes les étapes de son travail. La précision requise lors de la taille de la pierre est de l'ordre du millimètre, c’est-à-dire de l'épaisseur du trait réalisé à la pointe à tracer et au crayon. Dans l'idéal, le ciseau doit couper le trait en deux.

### Particularités
Cette profession est à différencier de celle du sculpteur. Le tailleur de pierre réalise les pierres d'un édifice en pierre, murs, voûtes, arcs des portes et fenêtres, escaliers... qui sont des ouvrages géométriques. Le sculpteur, lui, exécute tout ce qui concerne la décoration de l'édifice, statuaire, bas-reliefs... qui sont des ouvrages figuratifs, personnages, animaux, végétaux, etc.
Le tailleur de pierre doit aussi connaître la maçonnerie liée à son métier pour pouvoir implanter un ouvrage au sol, étayer les appareillages lors de la pose, poser les blocs de pierre, et effectuer les raccords d'enduit. Il utilise pour cela les mêmes outils qu'un maçon et des mortiers de chaux. Là aussi la précision est de l'ordre du millimètre (un ravalement est presque systématiquement effectué pour garder des jonctions parfaites).

### Art du trait

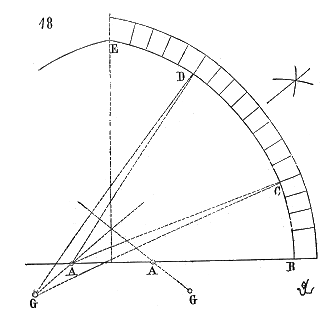
Dessin d'un arc brisé.

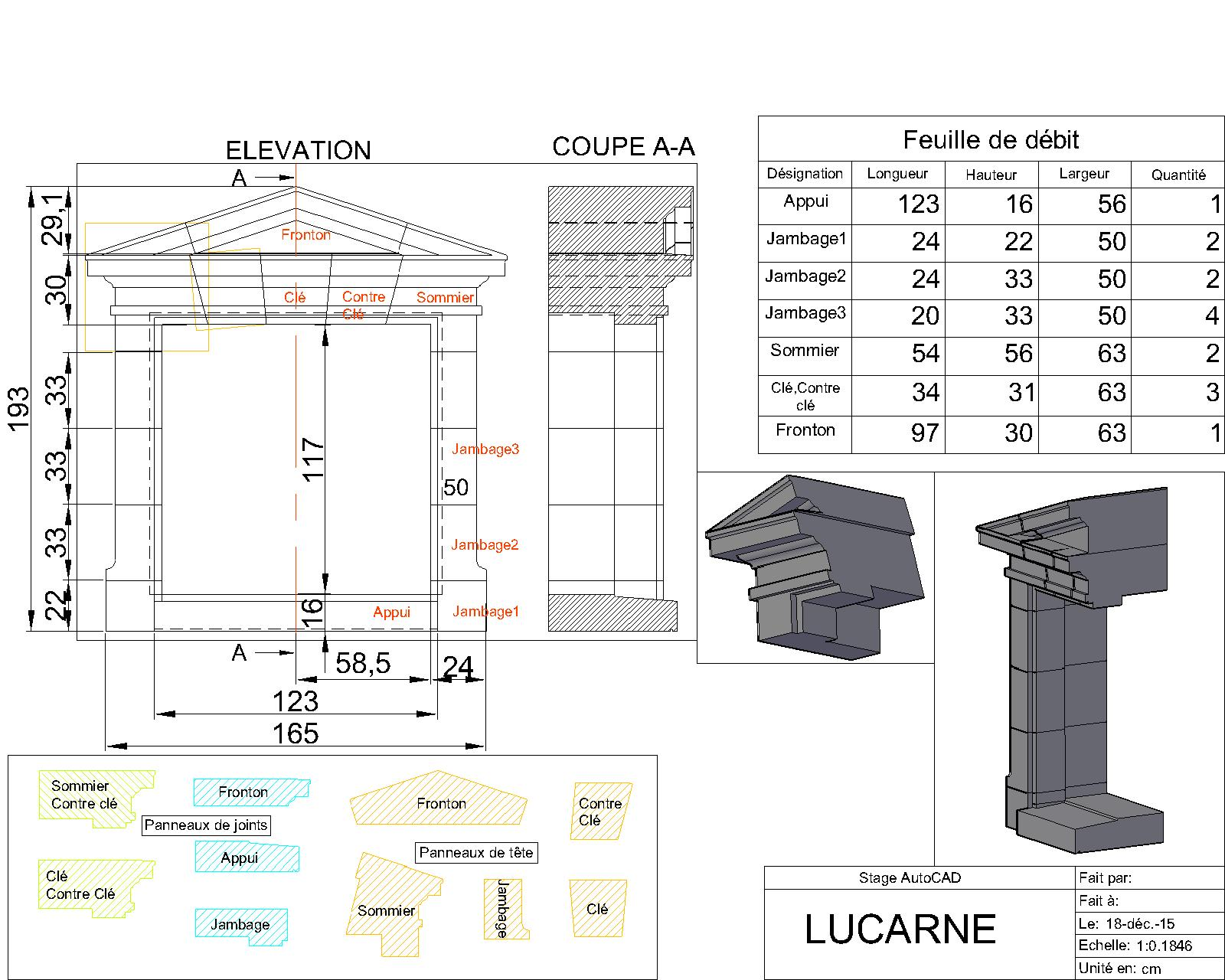
Dessin d'une lucarne avec un logiciel informatique.

La connaissance de la géométrie et de la stéréotomie est primordiale dans ce métier. Cette science s'appelle l'art du trait ; le tailleur de pierre doit tracer le bloc avant de procéder à la taille de celui-ci. Pour cela, il réalise une épure.

#### Instruments du tracé
Ils comprennent : règle graduée ou non, équerre, fausse équerre ou sauterelle, trusquin, compas, pistolet perroquet ou  cobra, critérium et pointe à tracer.
L'outil informatique est aussi utilisé pour le traçage des gabarits avec des logiciels de dessins. Leur impression est effectuée par un traceur.

## Outils
Le tailleur de pierre utilise des outils adaptés à chaque phase de son travail comme le maillet et les ciseaux

### Outils du débitage
Le tailleur de pierre doit être capable de débiter les pierres dont il aura besoin, dans les blocs de carrière. Il utilise pour cela des outils à main et des outils mécanisés : pied-de-biche, scie passe-partout, scie à chaîne, tronçonneuse, débiteuse, refenderesse. Les débiteuses numériques permettent l'exécution de pièces répétitives et permettent de dégager du temps pour d'autres tâches. Ce type de production concerne une petite partie du secteur ayant les moyens nécessaires.

### Outils de la taille
Il en existe un très grand nombre, adaptés selon la dureté de la pierre : pointe ou pointerolle, ciseau, ciseau à grain d'orge, ciseau à bout rond, chasse, gradine, gouge, marteau pneumatique, disqueuse, ponceuse, massette, taillant, têtu, pique, poulkai, boucharde, chemin de fer, rabotin, râpe, ripe, scie, sciotte, etc.

### Outils numériques
La révolution numérique bouleverse ce métier. L'apparition du scanner 3D permet une nouvelle application des débiteuses.

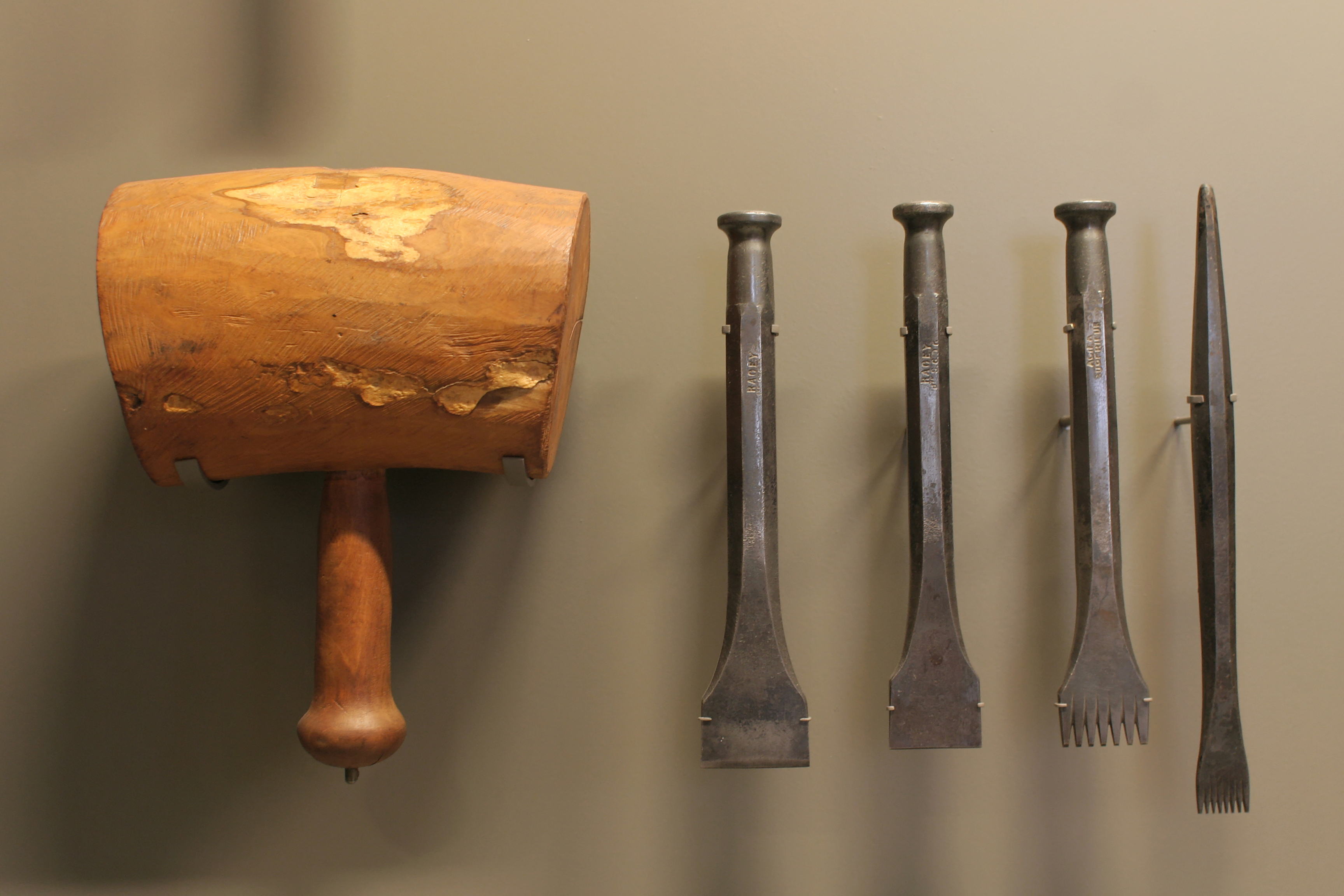
Un maillet, deux ciseaux plats et deux gradines.
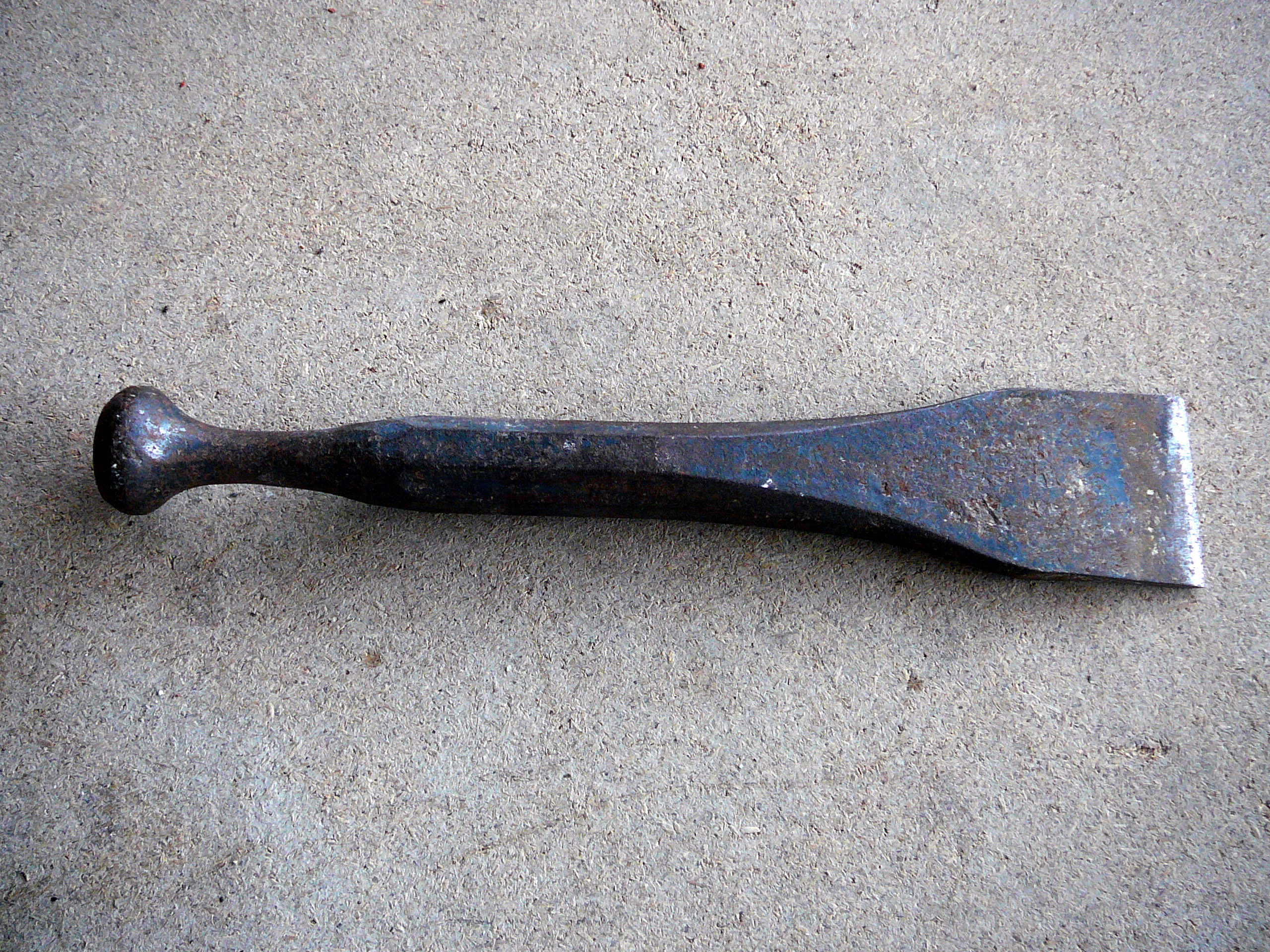
Un ciseau à pierre.
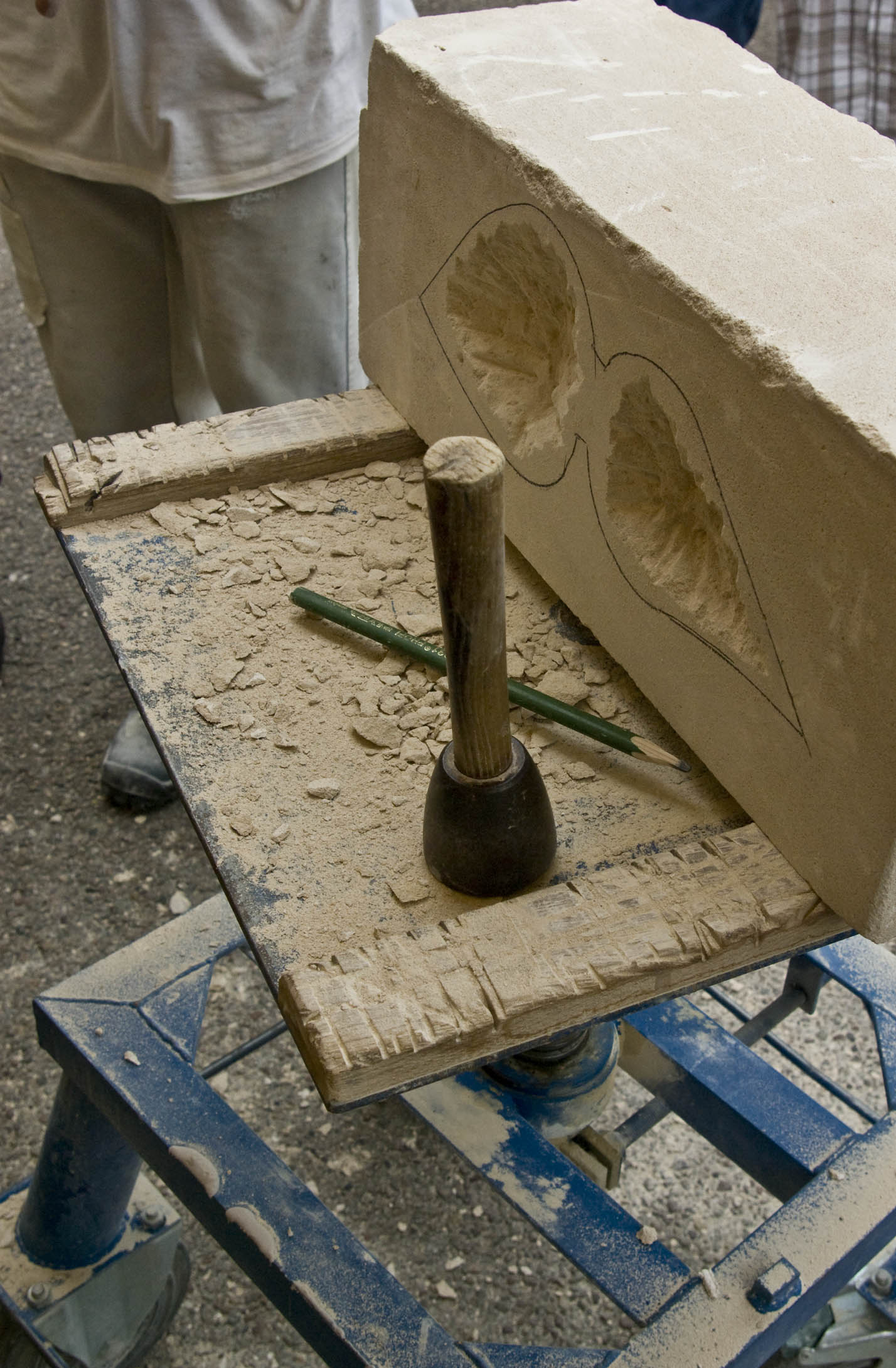
Un tasseau de tailleur de pierre.
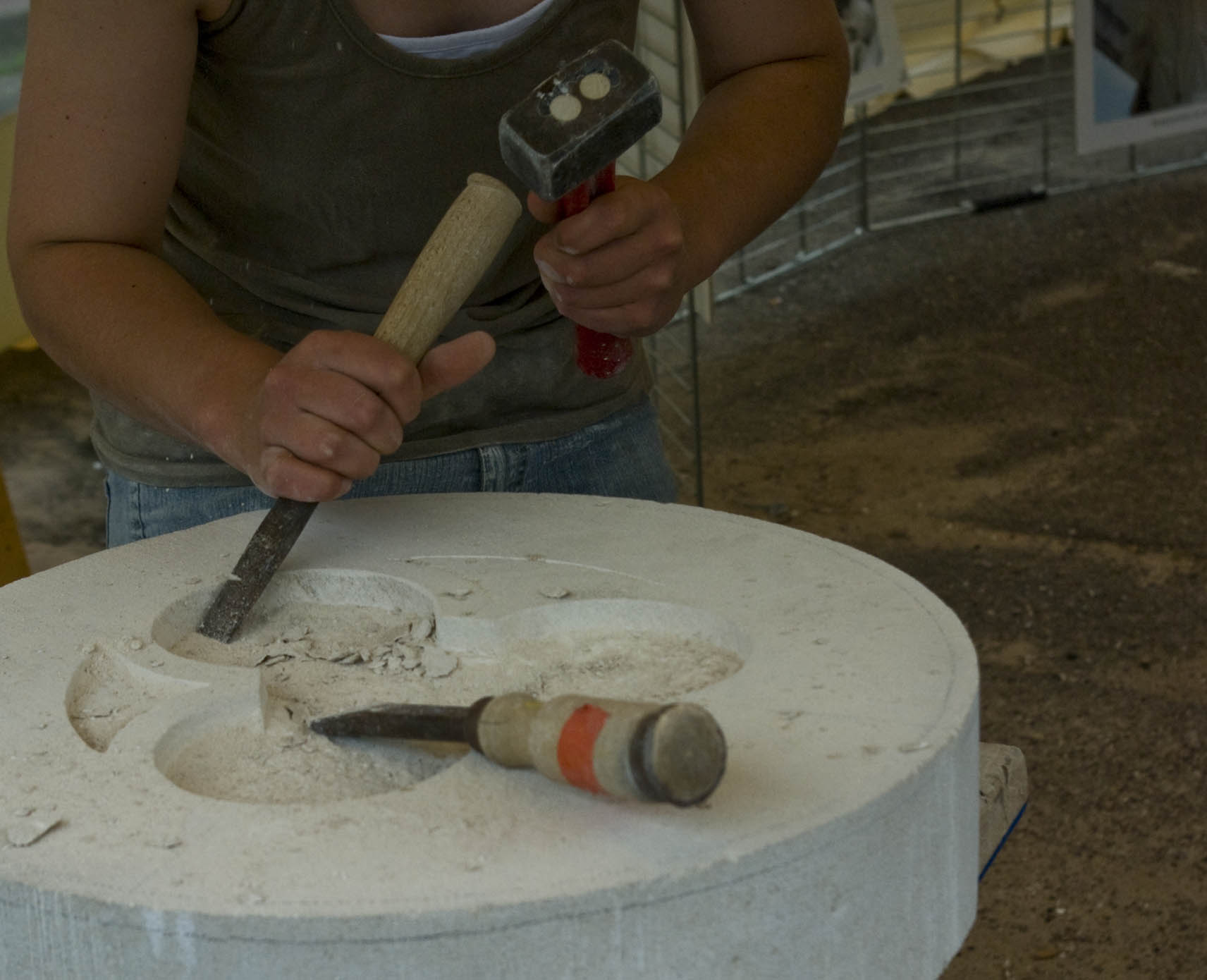
La taille au ciseau.

### Outils du bardage
Le bardage comprend les techniques de déplacement des blocs. On trouve par exemple : louve, diable, brancard, cric, élingue, roules de bois, palan électrique, etc.

### Outils de la pose
Ils sont les mêmes que ceux du maçon, auxquels il faut ajouter cales en bois de 1 centimètre, 8 ou 5 millimètres d'épaisseur, coins en bois, fiche et pince de pose. La pince de pose permet de déplacer la pierre de taille avec une extrême précision. Le tailleur utilise un mortier de chaux pour poser les pierres. Les tailleurs de pierre qui effectuent la pose des pierres travaillent par deux de part et d'autre d'un mur, et sont appelés poseurs et contre-poseurs.

## Formation
Ce métier est enseigné dans les écoles ou associations suivantes :
- Union Rempart : Union nationale d'associations de sauvegarde du patrimoine ;
- Club du Vieux Manoir : Association de restauration du patrimoine par des camps-chantiers de jeunes ;
- AFPA Association pour la Formation Professionnelle des Adultes : centres de Belfort, Bordeaux, Blois, Angers et Riom ;
- CFAA Centre de Formation des Apprentis et des contrats de qualification (CFAA Kerplouz-LaSalle Auray...) ;
- L.P. lycée professionnel ;
- le compagnonnage.

### Diplômes

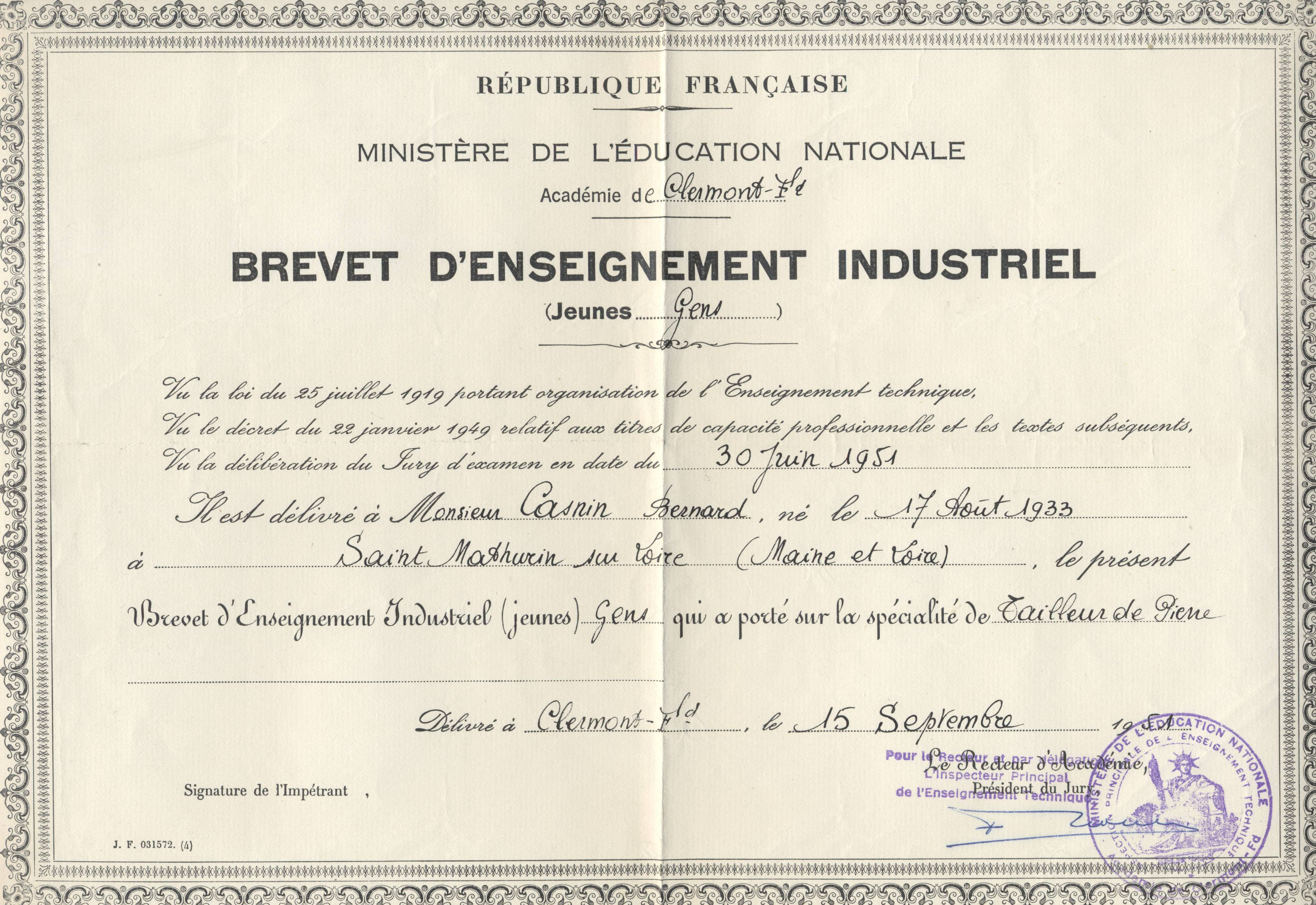
Un Brevet d'enseignement industriel de tailleur de pierre (1951), précurseur du Certificat d'aptitude professionnelle.

En France, il existe les diplômes et certificats suivants :
- le CAP et CFP (certificat de formation professionnel) tailleur de pierre de niveau V ;
- le CQP construction d'ouvrages paysagers de niveau V ;
- le bac professionnel artisanat et métiers d'art, option arts de la pierre ;
- le Brevet Professionnel Métiers de la pierre de niveau IV ;
- le BPMH (brevet professionnel monuments historiques) niveau IV[3] ;
- un titre professionnel Aide-appareilleur de niveau IV ;
- le brevet de maîtrise marbrier ;
- le brevet de maîtrise granitier ;
- BTMS métiers de la pierre de niveau III ;
- Diplôme d'études universitaires scientifiques et techniques : pierres ornementales.

Au Canada :
- diplôme d'études professionnelles[4].

En Belgique :
- certificat d'apprentissage pour les 15-18 ans (qualification en taille de pierre marbrerie - IFAPME Braine-le-Comte) ;
- diplôme de chef d'entreprise pour les 18 ans et plus (entrepreneur en pierres naturelles - IFAPME, Braine-le-Comte) ;
- formation pour demandeurs d'emploi (Forem Formation Grâce-Hollogne et Braine-le-Comte)..

## Vêtement
En France, le vêtement traditionnel du tailleur de pierre est un pantalon Largeot écru.

## Chanson

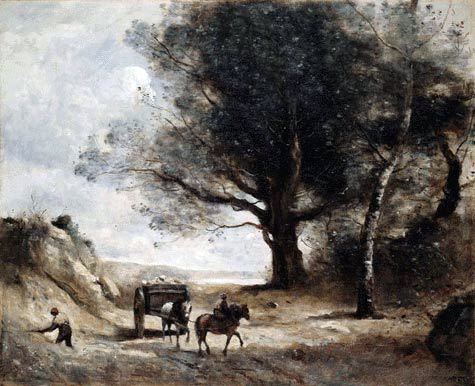
Les Tailleurs de pierre
Camille Corot, 1872-1874
Musée d'Art Kimbell, Fort Worth.

Cette chanson traditionnelle bretonne sur le thème de la mal mariée, évoque la plainte d'une jeune fille de son mariage forcé avec un tailleur de pierre.
« Mon père m'a mariée à un tailleur de pierre (bis)

Le lendemain des noces m'envoie à la carrière (bis)

Refrain : Déjà mal mariée déjà, déjà mal mariée, gué ! (bis)

Le lendemain des noces, m'envoie à la carrière (bis)

Et j'ai trempé mon pain dans le jus de la pierre (bis)

Refrain : Déjà mal mariée déjà, déjà mal mariée, gué ! (bis)

Et j'ai trempé mon pain dans le jus de la pierre (bis)

Par là vint à passer le curé du village (bis)

Refrain : Déjà mal mariée déjà, déjà mal mariée, gué !(bis)

Par la vint à passer le curé du village (bis)

Bonjour Monsieur l'curé, j'ai deux mots à vous dire (bis)

Refrain : Déjà mal mariée déjà, déjà mal mariée, gué ! (bis)

Bonjour Monsieur l'curé, j'ai deux mots à vous dire (bis)

Hier m'avez faites femme, aujourd'hui faites moi fille (bis)

Refrain : Déjà mal mariée déjà, déjà mal mariée, gué ! (bis)

Hier vous m'avez faites femme, aujourd'hui faites moi fille(bis)

Je fais de fille à femme mais pas de femme à fille (bis)

Refrain : Déjà mal mariée déjà, déjà mal mariée, gué ! (bis)
 »